# Vrijmaken

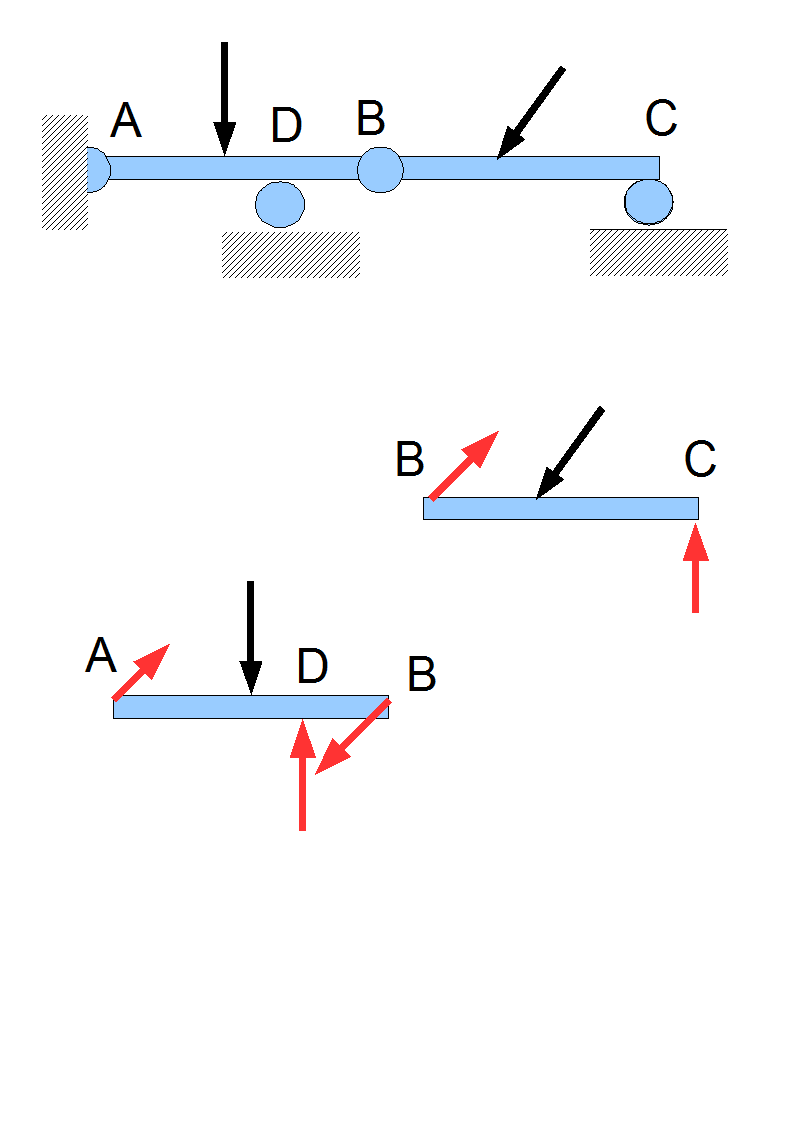
Figuur 1.
A en B zijn scharnierpunten, C en D rolopleggingen.
Bij het vrijmaken krijgt men twee onderdelen.
De zwarte pijlen stellen de gegeven krachten voor en de rode pijlen de te berekenen reactiekrachten.

Vrijmaken is in de klassieke mechanica de methode waarmee alle starre onderdelen van een systeem apart worden getekend in een diagram en alle uitwendige krachten als vectoren worden voorgesteld.

## Toepassing
Bij het systematisch oplossen van een dynamica- of staticavraagstuk is het vrijmaken steeds de eerste, essentiële stap.

## Stappen
1. Het systeem wordt ontleed in zijn starre onderdelen.
2. De onderdelen worden schematisch voorgesteld en los van elkaar behandeld.
3. Alle uitwendige krachten (contactkrachten, krachten op afstand, reactiekrachten, wrijvingskrachten) op het betreffende onderdeel worden schematisch voorgesteld door een  pijl. Ze worden op de juiste plaats en indien mogelijk in de juiste richting bij de onderdelen getekend.
4. Het evenwicht van het betreffende onderdeel wordt berekend. Meestal met als doel de reactiekrachten te bepalen. Indien de juiste volgorde gekozen wordt voor het behandelen van de onderdelen, kunnen soms reactiekrachten van een onderdeel afzonderlijk berekend worden. Daardoor kunnen de onbekende reactiekrachten van het ene onderdeel, bekende krachten worden voor  het andere onderdeel, wegens de derde wet van Newton. Indien men in een willekeurige volgorde rekent, kan men een groot stelsel vergelijkingen krijgen, namelijk drie per onderdeel (in een driedimensionaal probleem maximaal zes per onderdeel).

## Vormvaste en niet-vormvaste stelsels.

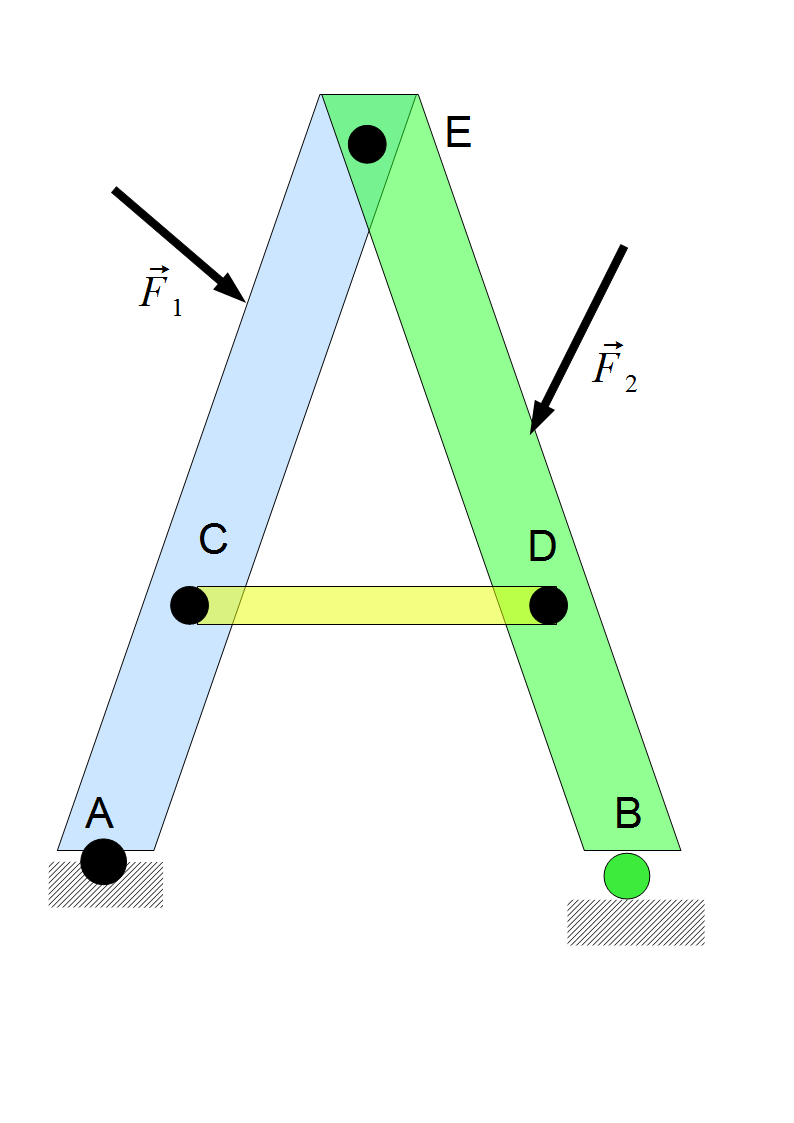
Figuur 2.
Voorbeeld van een vormvast stelsel.
A, C, D, E zijn scharnierpunten, B is een roloplegging

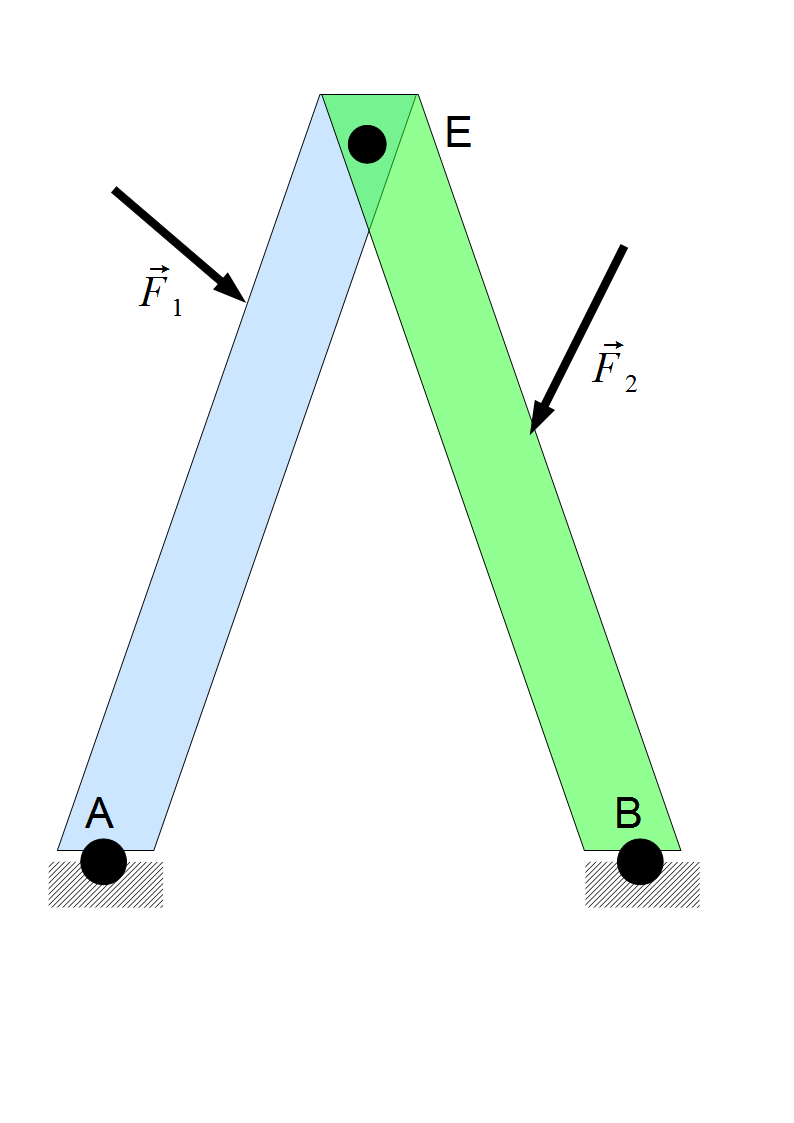
Figuur 3.
Voorbeeld van een niet-vormvast stelsel.
A, B, E zijn scharnierpunten

Hier worden stelsels lichamen bedoeld, die enkel door de inwendige bindingen, al dan niet vormvast zijn.  Een voorbeeld van een niet-vormvast stelsel is gegeven in figuur 1. Een voorbeeld van een vormvast stelsel in figuur 2. Indien men in figuur 2, de staaf CD weglaat en de roloplegging B vervangt door een scharnier punt, ontstaat een niet-vormvast stelsel (figuur 3).
Een vormvast stelsel kan als één geheel worden vrijgemaakt. Indien enkel de uitwendige reacties van belang zijn, hoeven de afzonderlijke onderdelen niet vrijgemaakt te worden.
Bij niet-vormvaste stelsels moeten de lichamen afzonderlijk vrijgemaakt worden, zelfs indien de inwendige reacties van geen belang zijn. (Sommige moeten dan toch berekend worden.) Ook in het voorbeeld van figuur 3, indien enkel de krachten in A en B van belang zijn, zal men toch de onderdelen afzonderlijk moeten vrijmaken.
Men kan, zoals hierboven beschreven, wel opletten voor de volgorde van het vrijmaken. Het evenwicht van het geheel kan dan nadien als een soort controle op de berekeningen gebruikt worden.